# Sevenum
Sevenum è una località e una ex-municipalità dei Paesi Bassi nella provincia del Limburgo. Soppressa il 1º gennaio 2010, il suo territorio è stato integrato nella municipalità di Horst aan de Maas.